# Кинематограф Чада
Кинематограф Чада (фр. Cinema du Chad) — кинематограф африканского государства Чад. Большинство фильмов были выпущены на французском языке.

## Обзор
Первым фильмом, произведённым в Чаде, стала документальная лента Эдуарда Сэйли — Largeau. Этот фильм был выпущен в 1966 году. В 1969 и в 1972 годах вышли два фильма этого же режиссёра — The Child of Chad (1969 год) и The Discovery of Chad (1972 год). Затем был длительный перерыв, вызванный гражданской войной. В 1994 году были сняты ещё два фильма: первый Dilemme au Feminin, режиссёра Зары Мохамада Якуба и второй фильм — A Taxi for Aouzou режиссёра Иссы Серджа. В 1999 году вышло ещё два фильма — l’Enfance confisquée Зары Якуба и Bye Bye Africa режиссёра Мохамада Салеха Харуна (который стал первым режиссёром Чада, снявшим полнометражный фильм). В 2003 году вышел фильм Abouna Мохамада Харуна.
В 2011 году в Чаде был открыт реконструированный кинотеатр «Normandy», закрытый более 30 лет назад (сам кинотеатр был построен в 1950-х годах). Стоимость реконструкции составила 1,8 млн евро.